# Венесуэльско-палестинские отношения
Палестино-венесуэльские отношения — двусторонние отношения между Государством Палестина и Боливарианской Республика Венесуэла. Отношения между Израилем и Венесуэлой начали быстро ухудшаться после победы на президентских выборах 1998 года Уго Чавеса. Уго твёрдо поддерживал права палестинцев и осуждал действия Израиля. Венесуэла официально установила отношения с Палестинской национальной администрацией 27 апреля 2009, тогда же и признав независимость Государства Палестина.

## История
Во время Второй ливанской войны в 2006 между Хезболлой и Израилем Чавес отослал израильского посла в Венесуэле и ослабил экономические и военные отношения между Венесуэлой и Израилем. Чавес также сравнил действия Израиля с гитлеровским нацизмом.
Во время своего визита в Россию и Китай в 2006 году, Чавес призвал Международный уголовный суд осудить действия Израиля против Палестины. Согласно Z Communications, речи Чавеса принесли ему похвалу во всём арабском мире. Венесуэла укрепила свои отношения с Россией, Китаем, Кубой и Ираном чтобы противостоять поддержке, которую Израиль получает от США.
Во время войны в Газе в 2008 году, Венесуэла окончательно прекратила все отношения с Израилем и отослала израильского посла из Каракаса. Министерство иностранных дел Венесуэлы заявило в сентябре 2009 года, что Испания будет представлять интересы Венесуэлы в Израиле. В Венесуэле же, интересы Израиля представляет Канада. 27 апреля 2009 года Венесуэла официально признала независимость Государства Палестина и установила официальные отношения между странами. Венесуэла поддержала палестинцев в Израильско-палестинском конфликте в ООН. Таким образом, Венесуэла стала первой американской страной, поддерживающей палестинцев в ООН. Также, 29 ноября 2012 года Венесуэла проголосовала за предоставление Палестине статуса наблюдателя в ООН.
Во время войны в Газе в 2009 году, президент Николас Мадуро заявил, что правительство «решительно осуждает несправедливый и несоразмерный военный ответ незаконного государства Израиль против героического палестинского народа».